# Escuela provincial n.º 38 Raúl Ricardo Alfonsín
La Escuela Provincial N.º 38 Raúl Ricardo Alfonsín (anteriormente Presidente Julio Argentino Roca) se ubica en la base Esperanza de Argentina y fue la primera escuela de la Antártida. Es el establecimiento educativo más austral de la República Argentina y del mundo, y se encuentra a 3206 kilómetros de Buenos Aires. 
En 2020, al establecimiento concurrían 14 alumnos, distribuidos en sus tres niveles educativos (inicial, primario y secundario), contando con un matrimonio de maestros que daban clases en la única escuela del mundo que actualmente se erige en el continente antártico.

## Historia

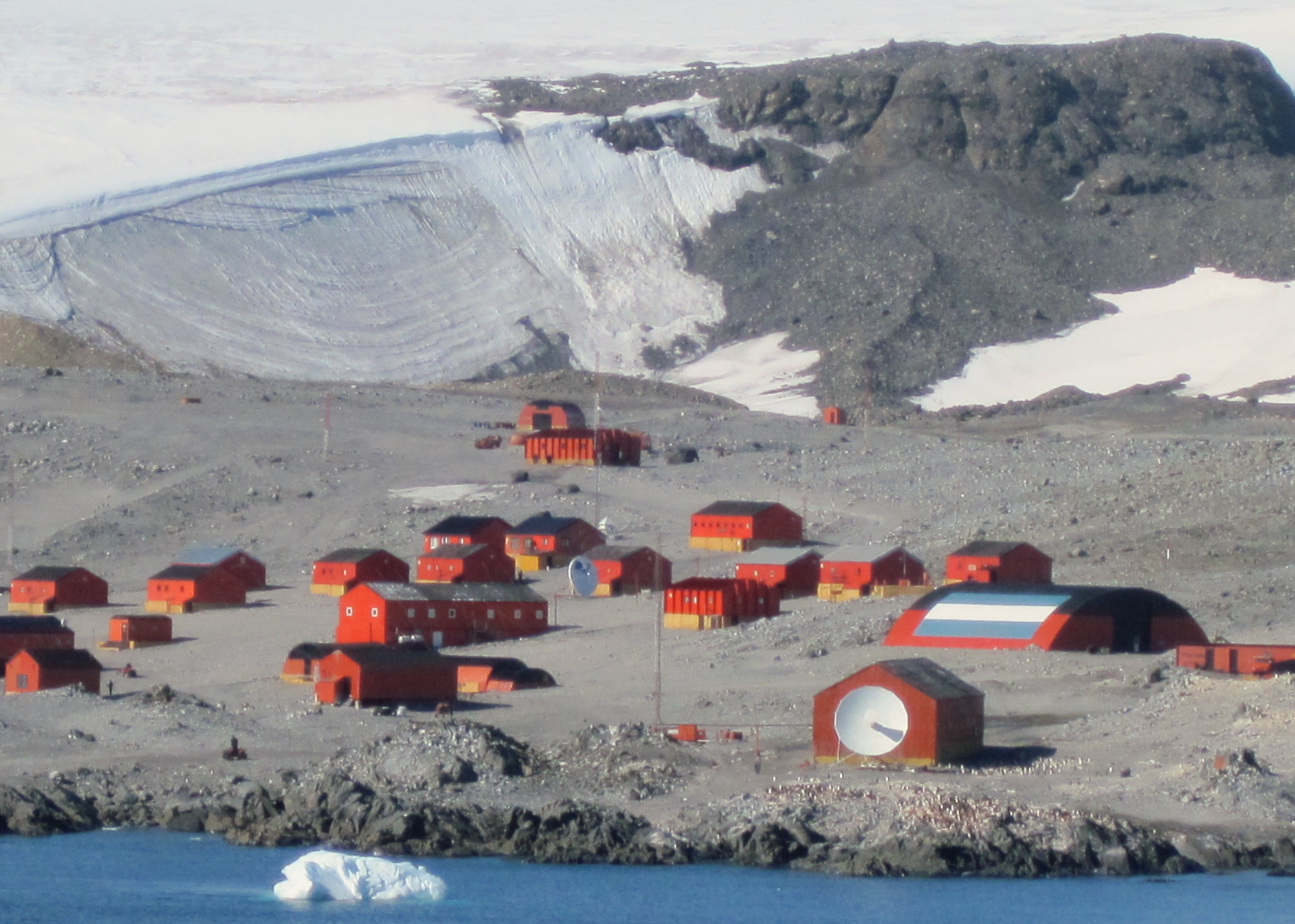
Base Esperanza en 2012.

### Creación
La escuela fue inaugurada el 14 de marzo de 1978 con el nombre de Manuel Belgrano, funcionando como una delegación dependiente del instituto Doctor Dámaso Centeno de Buenos Aires, convirtiéndose en la primera escuela antártica. 
Los alumnos eran los hijos de las familias de científicos, personal de las fuerzas armadas, técnicos y civiles que vivían en la base. Contaba con una guardería infantil y cursos regulares de nivel primario y secundario, con programas y ciclo lectivo similares a los de la capital argentina, utilizándose el Sistema de Educación a Distancia de la Fuerza Aérea Argentina. La madres de los niños de la base hacían de maestras. 
En marzo de 1982 se inauguraron nuevas instalaciones. Desde el 1 de enero de 1992 pasó a depender del Estado Mayor General del Ejército con educación a distancia a través de tutores.

### Provincialización
El 11 de marzo de 1997 la escuela fue transferida a la provincia de Tierra del Fuego, Antártida e Islas del Atlántico Sur por decreto n.º 1673/96, siendo reinaugurada por el entonces gobernador José Arturo Estabillo como Escuela Provincial N.º 38 Presidente Julio Argentino Roca, Jardín de Infantes Buque Santa Micaela y guardería Pingüinitos. 
Desde entonces el Ministerio de Educación provincial se encarga realizar la selección del personal docente civil que se desempeña anualmente. Los docentes elegidos son matrimonios. El diseño curricular es el mismo que en el resto de la provincia. El nombre del jardín de infantes se debe al carguero patagónico mercante, que trasladó en 1951 al continente austral a los miembros de la Primera Expedición Científica a la Antártida Continental Argentina conducida por Hernán Pujato. Las clases comienzan una semana más tarde que en la Argentina continental, cuando finaliza la visita de cruceros turísticos. En la escuela estudian chicos entre los 7 y los 16 años.
Desde 1999, los entonces dos profesores de la escuela comenzaron a desarrollar el Programa GLOBE equipos prestados por la Fuerza Aérea  Argentina para estudiar las condiciones climáticas del lugar. Desde entonces todos los docentes asignados a la Base se capacitan con el programa. La escuela 38 es el establecimiento más austral de este programa internacional. En 2003 la escuela lanzó un micro radial llamado Pingüinitos al Aire, siendo transmitido por LRA36 Radio Nacional Arcángel San Gabriel.

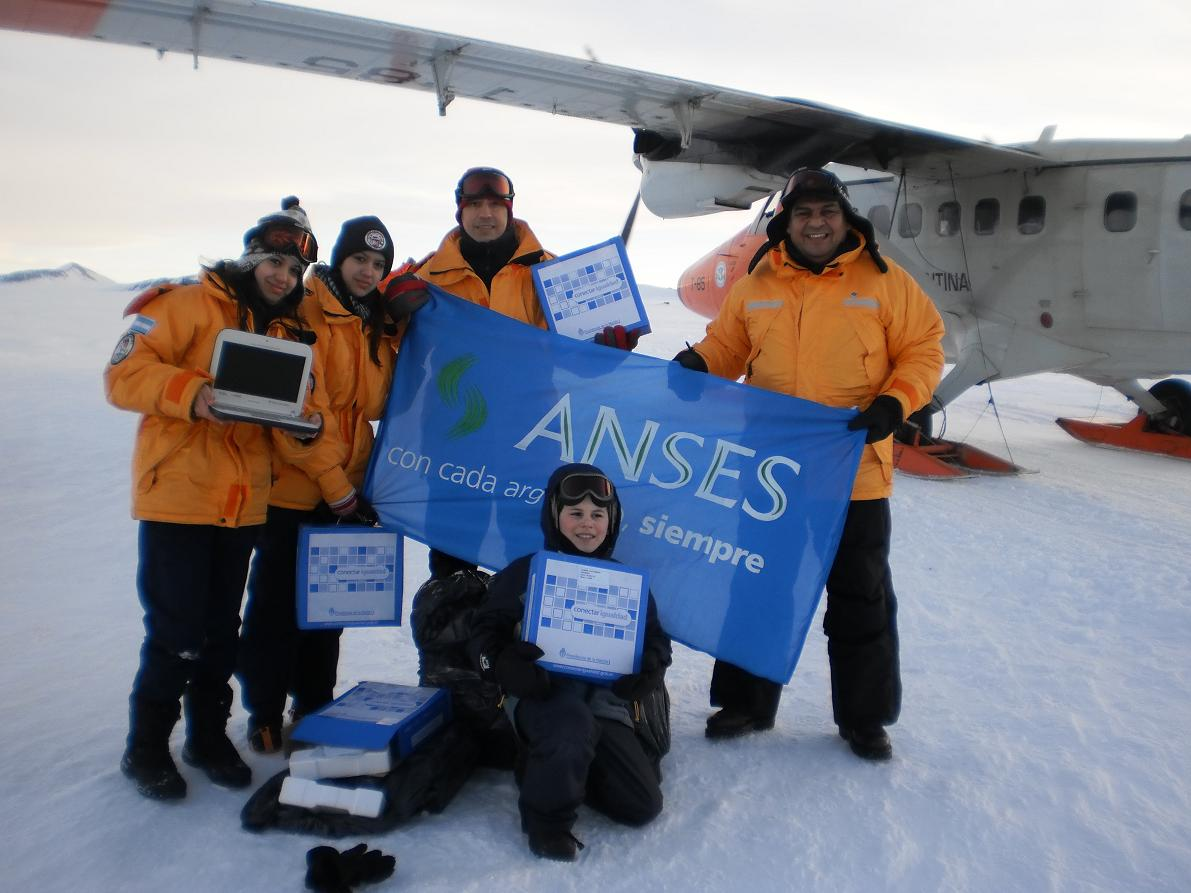
Alumnos y docentes de la escuela recibiendo computadoras portátiles en 2011.

Los alumnos de la escuela secundaria cursan sus estudios utilizando la metodología de Educación a Distancia a través del Sistema de Educación a Distancia del Ejército Argentino (SEADE). Para ello cada alumno recibe todo el material de estudio a desarrollar a lo largo del año de estudio en un CD. Los mismos cuentan con el apoyo de tutoras en la base, una tutora en línea y el cuerpo de profesores del SEADE. Desde 2010 se enseña obligatoriamente el idioma inglés. En 2010, como parte del programa gubernamental Conectar Igualdad, BGH e-Nova, Santillana e Intel donaron diez computadoras portátiles y ochenta libros para la escuela.
El 28 de julio de 2007 se originó un incendio debido a una falla en la calefacción destruyendo la edificación. Las clases funcionaron en una vivienda de la base hasta 2009 cuando se inauguró el nuevo edificio. El nuevo edificio incluye la sala de informática y biblioteca "Doctor José María Sobral". La sala de informática está equipada con catorce máquinas, nueve de última generación, dos cámaras web y conexión a Internet por banda ancha. Debido al espacio reducido, la escuela facilita en calidad de préstamo algunos equipos a otras dependencias de la base.

### Cambio de nombre y últimos años
El 19 de diciembre de 2012, la Legislatura de la Provincia de Tierra del Fuego, Antártida e Islas del Atlántico Sur, sancionó la ley N.º 909 que sustituyó el nombre "Presidente Julio Argentino Roca" de la Escuela N.º 38, situada en la Base Esperanza, del sector Antártico Argentino por el de "Presidente Raúl Ricardo Alfonsín". El cambio de nombre se debió a la «tendencia de eliminar denominaciones y referencias» que homenajeaban al líder de la Conquista del Desierto por ser «acusado de genocidio» por entidades civiles defensoras de los derechos de los pueblos originarios.
A partir del cierre de la Escuela F-50 en noviembre de 2018, que Chile mantuvo en Villa Las Estrellas durante 33 años, la escuela Raúl Alfonsín es la única en funcionamiento en la Antártida. En febrero de 2023 se produjo el fallecimiento de nuestra Hermana Antártica Sra. Expedicionaria al Desierto Blanco, ESTELA ZULEMA CONTI.  
Prestó servicios  en la Antártida Argentina integrando la Dotación 1978  en la Base Antártica Conjunta Esperanza desempeñándose como la primera Maestra Antártica Argentina.

Ante la irrupción de la pandemia de COVID-19, todas las escuelas de la República Argentina suspendieron el dictado de sus clases presenciales, con excepción de la Escuela Alfonsín, que continuó con el desarrollo normal de sus actividades docentes, pues por su aislamiento geográfico, pudo permanecer incólume a la cuarentena global de ese momento.

### Fuente
- «Escuela Nº 38 de Antártida». Patapedia. Archivado desde el original el 7 de noviembre de 2014.